# Pixie en los suburbios
Pixie en los suburbios es una novela del escritor Ruy Xoconostle publicada en 2001 en México. Es la primera de tres novelas, conocida como trilogía pixelada, que Ruy dedica a su personaje principal, Cuki Pirulazao. Las otras dos son La vida sin de Pixie y Pixie (3).
El estilo es anárquico y lleno de referencias a la cultura popular de México, Estados Unidos y del mundo en general. Utiliza palabras derivadas del nadsat, así como abundantes groserías y maldiciones y los nombres de los personajes están construidos en función de la percepción que tiene el protagonista de ellos.

## Sinopsis
Cuki Pirulazao, ubicado en un entorno ficticio que guarda más parecidos que diferencias con la realidad, es un joven en la mitad de sus veinte que goza de una vida profesional exitosa como ejecutivo de una importante compañía asentada en Ramos Arizpe, Coahuila, en la zona desértica al noreste de México. Desde su posición económica privilegiada consigue ver el desencanto y la falsedad de quienes lo rodean como una extensión de un atributo de la sociedad. Narra sus días desde su llegada a Ramos Arizpe hasta que conoce a Pixie, una trabajadora del cinematógrafo local de quien se enamora y con quien consigue entablar una relación de amistad. Debido a una serie de confusiones termina casándose con la hermana de Pixie, Miyet, pero el matrimonio fracasa principalmente por la falta de amor y la condición de workaholica de Miyet. Abandonando a su esposa finalmente consigue emparejarse con Pixie, vivir con ella y ser felices.

## Edición redux
Originalmente fue publicada por la editorial Joaquín Moritiz y Planeta en agosto de 2001. Luego de agotarse la primera edición el autor buscó una opción para la reimpresión del libro, pero no se logró, entonces decidió lanzar en 2010 la segunda edición bautizándola como edición redux de forma gratuita y bajo la licencia Creative Commons. Se trata de una edición digital en formato PDF descargable en línea desde su sitio web (Paiki.org).

## Recepción crítica
Aunque hay ambivalencia en las críticas recibidas los escritores Juan Villoro (México) y Alberto Fuguet (Chile) se han expresado favorablemente sobre esta historia:
Villoro, Juan. «Revew Juan Villoro». «Una historia cargada de nitroglicerina sobre la generación Molotov. Los personajes de Ruy Xoconostle Waye son cosmopolitas y vernáculos; siguen historias a ritmo de zapping y hip-pop, pero saben que a México la globalización llegó en calidad de ruina. Una intensa y gozosa educación sentimental.»
Fuguet, Alberto. «Revew Alberto Fuguet». «Esta bizarra novela fronteriza —fronteriza en todo sentido: al límite, alienada, generacional, enferma, cool, divertida, sampleada— es como ver MTV en vez de hacer la tarea: es el tipo de novela que gana adictos y enemigos, y en donde el placer supera la culpa.»